# Desmeocraera basalis
Desmeocraera basalis är en fjärilsart som beskrevs av William Lucas Distant 1899. Desmeocraera basalis ingår i släktet Desmeocraera och familjen tandspinnare. Inga underarter finns listade i Catalogue of Life.